# Stacey Pullen
Stacey Pullen (né en 1969 à Détroit, dans le Michigan) est un producteur et disc jockey américain de techno de Détroit.

## Biographie
Pullen a grandi à Détroit, dans le Michigan, où il s'est intéressé très tôt à la musique électronique. Il commence à travailler sur la scène techno de Détroit en 1990, étudiant avec Derrick May et travaillant avec lui sur des projets commerciaux. Il utilise les pseudonymes Bango, Kosmik Messenger, X-Stacy et Silent Phase. L'incorporation par Pullen de house et de garage à la techno est citée comme une influence sur les artistes électroniques ultérieurs.
La direction musicale de Pullen est fortement inspirée par Derrick May, Juan Atkins et Kevin Saunderson, collectivement appelés les Belleville Three. Derrick May a été le mentor direct de Pullen, l'aidant à affiner son style musical, ses compétences de production et son éthique de travail. Parmi ses autres pairs, on trouve la nouvelle génération de producteurs de Detroit, notamment Carl Craig et Jeff Mills, bien que musicalement Pullen ait cherché un moyen terme entre le futurisme de Craig et le minimalisme brut de Mills.
Pullen obtient également des contrats d'enregistrement avec des labels tels que R&S et Plink Plonk, dirigé par l'ancien leader des Shamen, Mr. C.
Son album Today Is the Tomorrow You Were Promised Yesterday, sorti sur le label Virgin Science, s'éloigne du son de Détroit en faveur d'un groove jazz et funk, ce qui lui vaut d'être comparé au travail de Herbie Hancock,. 

## Discographie partielle
- 1992 : Bango - Bango EP (vinyle, Fragile Records)
- 1995 : Silent Phase - (The Theory of) (2x vinyle / CD, Transmat)
- 1992 : DJ-Kicks (Studio !K7)
- 1996 : Kosmic Messenger - The Collected Works of Kosmic Messenger (CD / 2x vinyles, Elypsia)
- 1998 : Black Odyssey - Sweat (vinyle, Black Flag)
- 2003 : Fabric 14
- 2014 : Balance 028: Stacey Pullen (Balance)